# Space Cowboys
 Space Cowboys (br: Cowboys do Espaço) é um filme de drama espacial de 2000 dirigido e produzido por Clint Eastwood. É estrelado por Eastwood, Tommy Lee Jones, Donald Sutherland e James Garner como quatro "ex-pilotos testes" mais velhos que são enviados ao espaço para consertar um antigo satélite soviético, sem saber que ele está armado com mísseis nucleares.

## Sinopse
Um militar da Força Aérea Americana, o comandante Frank Corvin (Clint Eastwood), que pertenceu a antiga Equipe Daedalus formado pelos militares: Frank Corvin, Hawk Hawkins, Jerry O'Neil e Tank Sullivan e que faziam parte do projeto pioneiro de lançamento dos primeiros astronautas americanos ao espaço e que foi cancelado em 1958, é chamado à última hora para "consertar", no espaço, um antigo satélite soviético que está com diversos problemas técnicos de funcionamento e o motivo de sua presença no voo do "resgate" é porque ele é o único detentor do conhecimento do sistema e programa utilizado no equipamento, porém, Frank impõe só uma condição: levar consigo toda a sua equipe (a Daedalus) e o detalhe importante é que todos já estão aposentados e assim a missão de resgate torna-se difícil e arriscada.

## Elenco
- Clint Eastwood como Coronel Frank Corvin, Ph.D., USAF (Ret.)
- Tommy Lee Jones como Coronel William "Hawk" Hawkins, USAF (Ret.)
- Donald Sutherland como Capitão Jerry O'Neill, USAF (Ret.)
- James Garner como Capitão o Reverendo "Tank" Sullivan, USAF (Ret.)
- James Cromwell como Bob Gerson
- Marcia Gay Harden como Sara Holland
- William Devane como Eugene "Gene" Davis
- Loren Dean como Ethan Glance
- Courtney B. Vance como Roger Hines
- Rade Šerbedžija como General Vostow
- Barbara Babcock como Mrs. Barbara Corvin
- Blair Brown como Dr. Anne Caruthers
- Jay Leno como ele mesmo
- Toby Stephens como jovem Frank Corvin em 1958
- Eli Craig como jovem "Hawk" Hawkins em 1958
- John Mallory Asher como jovem Jerry O'Neill em 1958
- Matt McColm como jovem "Tank" Sullivan em 1958
- Billie Worley coom jovem Bob Gerson em 1958
- Jon Hamm como jovem piloto
- Chris Wylde como Jason o aniversariante

## Produção
As filmagens começaram em julho de 1999 e durou três meses. Cenas foram filmadas em locações no Centro Espacial Lyndon Johnson, em Houston, Texas, e do Centro Espacial John F. Kennedy e da Estação da Força Aérea de Cabo Canaveral, na Flórida. Filmagens do interior do simulador de voo, transporte, e a missão de controle foram filmados em sets da Warner Bros.
Os retratos dos personagens em "1958" são filmados com atores mais jovens apelidados por seus colegas mais velhos.
A música original foi composta por longa data colaborador de Eastwood Lennie Niehaus.

## Recepção

### Crítica
O Metacritic, que usa uma média ponderada, atribuiu ao filme uma pontuação de 73 em 100, baseado em 36 críticos, indicando críticas "geralmente favoráveis". No site agregador de críticas Rotten Tomatoes, 79% das 117 resenhas dos críticos são positivas.
O filme recebeu um comentário moderadamente favorável do crítico de cinema Roger Ebert: "é muito seguro dentro de sua estrutura tradicional história de fazer muito parecer em risco - mas com a estrutura vêm os prazeres tradicionais".

### Bilheteria
O filme arrecadou mais de $90 milhões em seu lançamento dos Estados Unidos, mais de dois filmes anteriores de Eastwood—True Crime and Absolute Power—combined.